# كاترين لوتز
كاترين لوتز (بالإنجليزية: Catherine Lutz)‏ هي عالمة الإنسان أمريكية، ولدت في 1966.